# Federazione di pallamano della Finlandia
Suomen käsipalloliitto (in svedese Finlands Handbollförbund) è l'organismo di governo della pallamano in Finlandia.
È affiliata alla International Handball Federation ed alla European Handball Federation.

La federazione assegna ogni anno il titolo di campione di Finlandia e la coppa nazionale.

Controlla ed organizza l'attività delle squadre nazionali.

La sede amministrativa della federazione è a Helsinki.

## Squadre nazionali
La federazione controlla e gestisce tutte le attività delle squadre nazionali finlandesi.
- Nazionale di pallamano maschile della Finlandia
- Nazionale di pallamano femminile della Finlandia

## Competizioni per club
La federazione annualmente organizza e gestisce le principali competizioni per club del paese.
- Campionato finlandese di pallamano maschile
- Campionato finlandese di pallamano femminile
- Coppa di Finlandia di pallamano maschile
- Coppa di Finlandia di pallamano femminile